# 清談
清談（せいだん）とは、古代中国における知識人たちの哲学的な談話のこと。

## 概要
中国思想史において、儒教思想全盛の漢代から、魏の時代になり、知識人たちは常識的な儒教道徳を超えて、主に老荘思想を題材とする幽玄な哲学的議論を交わしていた。清談とは、世俗を離れた清らかな談話、という意味である。いわゆる竹林の七賢の清談はこの代表例である。ただし、竹林の七賢の逸話にもうかがえるように、世俗を離れた老荘的談話を展開した背景には、後漢から魏、魏から晋へと興亡相次いだ乱世にあって、儒教に忠実であること、世俗に関与することが政治的な身の危険に繋がったという事情も存在する。
なお、当時において知識人とはすなわち貴族であり政治家であった。その知識人がもっぱら世俗を離れた清談に終始していたことは、西晋の滅亡の大きな要因となったといわれる。